# Eliza Taylor
Eliza Jane Taylor-Cotter, ismertebb nevén Eliza Taylor (Melbourne, 1989. október 24. –) ausztrál színésznő.
Legismertebb szerepe Janae Timmins a Szomszédok című ausztrál szappanoperában, valamint Clarke Griffin a The CW A visszatérők című sorozatában.

## Korai évek
Melbourne-ben született, Ausztráliában 1989-ben. Három féltestvére van, két lány és egy fiú. Szülei elváltak. Anyja író és grafikus, míg nevelőapja a stand-up komédia világában dolgozik. Vér szerinti apja egy melbourne-i kávézó tulajdonosa. A Calder High Schoolban tanult, fiatalkorában tengerbiológus akart lenni.

## Karrier

### A kezdetek és aNeighbours
Legelső szerepét a 2003-ban indult Pirate Islands (Kalózsziget) című sorozatban kapta, Sarah Reddinget személyesítette meg. Ezután szintén 2003-ban első főszerepét játszhatta el a Pizsamapartiban Rosie Cartwrighként.
Mint sok más ausztrál színésznek, neki is a Neighbours című szappanopera hozta meg a nagy áttörést 2005-ben. Eliza eredetileg Lana Crawford szerepére jelentkezett, de a karaktert végül Bridget Neval személyesítette meg. 2007-ben otthagyta a sorozatot, hogy az Államokban folytassa pályafutását. Döntését segítette, hogy a sorozatban szüleit játszó színészeket kiírták a sorozatból és új szereplők kerültek volna a helyükre. Taylor a történtekről így nyilatkozott: "Egyszerűen úgy éreztem, ez már nem az a család, mint amihez én három éve csatlakoztam". A színésznővel egy időben többen is elhagyták a sorozatot. 2007-ben jelölték a Best Female kategóriában az Inside Soap Awardson.

### A visszatérők
2013. március 1-jén bejelentették, hogy Eliza Taylor játssza majd a The CW legújabb poszt-apokaliptikus drámája - a The 100 - főszereplőjét, Clarke Griffint. Eliza az egyik interjúban elmesélte, hogy már éppen készült visszautazni Ausztráliába, mikor hívást kapott a menedzserétől, hogy a sorozat producerei szeretnék, ha elmenne egy meghallgatásra. Aznap este elolvasta a forgatókönyvet, és imádta. Másnap elment a találkozóra és végül megkapta a szerepet. Állítása szerint az egész élete megváltozott. A sorozat első epizódját  2014. március 19-én, egy szerdai napon vetítették.
A visszatérőkben játszott szerepéért a Teen Choice Awardson jelölték a Legjobb Sci-fi/Fantasy színésznő kategóriában.

## Filmográfia

### Film
| Év   | Cím                   | Szerep         |
| ---- | --------------------- | -------------- |
| 2009 | The Laundromat        | Amy            |
| 2012 | 6 Plots               | Amy Challis    |
| 2013 | Patrick               | Nurse Panicale |
| 2013 | Natural               | Woman          |
| 2013 | Planes                | Maria          |
| 2014 | The November Man      | Sarah          |
| 2017 | Thumper               | Kat Carter     |
| 2017 | Christmas Inheritance | Ellen Langford |

### Televízió
| Év        | Cím                        | Szerep           | Jegyzet                                                                              |
| --------- | -------------------------- | ---------------- | ------------------------------------------------------------------------------------ |
| 2003      | Pirate Islands             | Sarah Redding    | 26 epizód                                                                            |
| 2003      | Pizsama-parti              | Rosie Cartwright | főszerep, 26 epizód                                                                  |
| 2003      | Neighbours                 | Jacinta Martin   | 2 epizód                                                                             |
| 2004      | Blue Heelers               | Tatum O'Hara     | "Cast the First Stone" epizód                                                        |
| 2005-2008 | Neighbours                 | Janae Timmins    | 307 epizód Inside Soap Awards-on Best Female jelölés (2007)                          |
| 2008      | Rush                       | Madison          | "1.8" epizód                                                                         |
| 2009      | All Saints                 | Carly Spalding   | "The Two of Us" epizód                                                               |
| 2009      | After Effects              | Ella             | Pilot Storyshare International                                                       |
| 2010      | Winners & Losers           | Bridget Gross    | Pilot                                                                                |
| 2010      | City Homicide              | Melissa Standish | "Last Seen" epizód                                                                   |
| 2011      | Bruce                      | Daisy            | Pilot- websorozat                                                                    |
| 2012      | Howzat! Kerry Packer's War | Rhonda           | TV-s minisorozat                                                                     |
| 2013      | Mr & Mrs Murder            | Sarah            | "Little Boxes" epizód                                                                |
| 2014-2020 | A visszatérők              | Clarke Griffin   | főszerep, 45 epizód Teen Choice Awards, Legjobb Sci/Fantasy Színésznő jelölés (2015) |

## Díjak és jelölések
| Év   | Díj                   | Kategória                              | Szerep        | Eredmény | Ref.   |
| ---- | --------------------- | -------------------------------------- | ------------- | -------- | ------ |
| 2007 | Inside Soap Awards    | Best Actress                           | Neighbours    | jelölés  | [ 9 ]  |
| 2007 | All About Soap Awards | Wedding Shock (Kyal Marshsal)          | Neighbours    | jelölés  | [ 10 ] |
| 2008 | Inside Soap Awards    | Sexiest Female                         | Neighbours    | jelölés  | [ 10 ] |
| 2015 | Teen Choice Awards    | Choice TV Actress: Sci-Fi/Fantasy      | A visszatérők | jelölés  | [ 8 ]  |
| 2015 | Teen Choice Awards    | Choice TV Show: Sci-Fi/Fantasy         | A visszatérők | jelölés  | [ 11 ] |
| 2015 | Saturn Award          | Best Youth-Oriented Series             | A visszatérők | elnyerte | [ 12 ] |
| 2016 | Saturn Award          | Best Science Fiction Television Series | A visszatérők | jelölés  | [ 13 ] |
| 2016 | Teen Choice Awards    | Choice TV Actress: Sci-Fi/Fantasy      | A visszatérők | jelölés  | [ 14 ] |
| 2016 | Teen Choice Awards    | Choice TV: Chemistry (Bob Morleyval)   | A visszatérők | jelölés  | [ 15 ] |